# 개성 이씨
개성 이씨(開城李氏)는 개성시를 본관으로 하는 한국의 성씨이다. 시조 이차감은 고려에서 개성부윤(開城府尹) 등을 지내며 개성에 정착했다.

## 참고 자료
- “개성이씨(開城李氏)”. 뿌리를 찾아서.[깨진 링크(과거 내용 찾기)]